# Karl Bub Spielwarenfabrik
Die Spielwarenfabrik Karl Bub, kurz Bub, offiziell mit KB abgekürzt, inoffiziell auch mit KBN für Karl Bub Nürnberg, war ein deutscher Hersteller von Blechspielzeug.
Der Markenname Bub, jedoch mit BUB großgeschrieben, wird seit 2002 durch die Firma Premium ClassiXXs im Modellauto-Bereich weitergeführt.

## Geschichte
Das Unternehmen wurde 1851 von Karl Bub in Nürnberg gegründet. Aus der Frühzeit des Unternehmens ist wenig bekannt; produziert wurden lackierte Blechspielwaren mit und ohne Uhrwerkantrieb.
Seit etwa 1905 wurden Spielzeugautos und Spielzeugeisenbahnen hergestellt, die in der Folgezeit die Schwerpunkte der Produktpalette wurden. Schon vor dem Ersten Weltkrieg stellte die Firma neben uhrwerkgetriebenen auch elektrische Eisenbahnen her.
Um die von Großbritannien nach Kriegsende auf importierte Spielwaren erhobenen Schutzzölle zu umgehen, richtete Bub in Zusammenarbeit mit Tipp & Co., einem gleichfalls in Nürnberg ansässigen Spielzeughersteller, ein Zweigwerk in Aylesbury ein, in dem bis zum Ausbruch des Zweiten Weltkriegs 1939 für den britischen Markt produziert wurde.
In den 1920er und 1930er Jahren zählte das Unternehmen zu den wichtigsten deutschen Spielzeugproduzenten. Besonders die ansprechend gestalteten und robusten Autos waren äußerst gefragt und verschafften bedeutende Marktanteile.

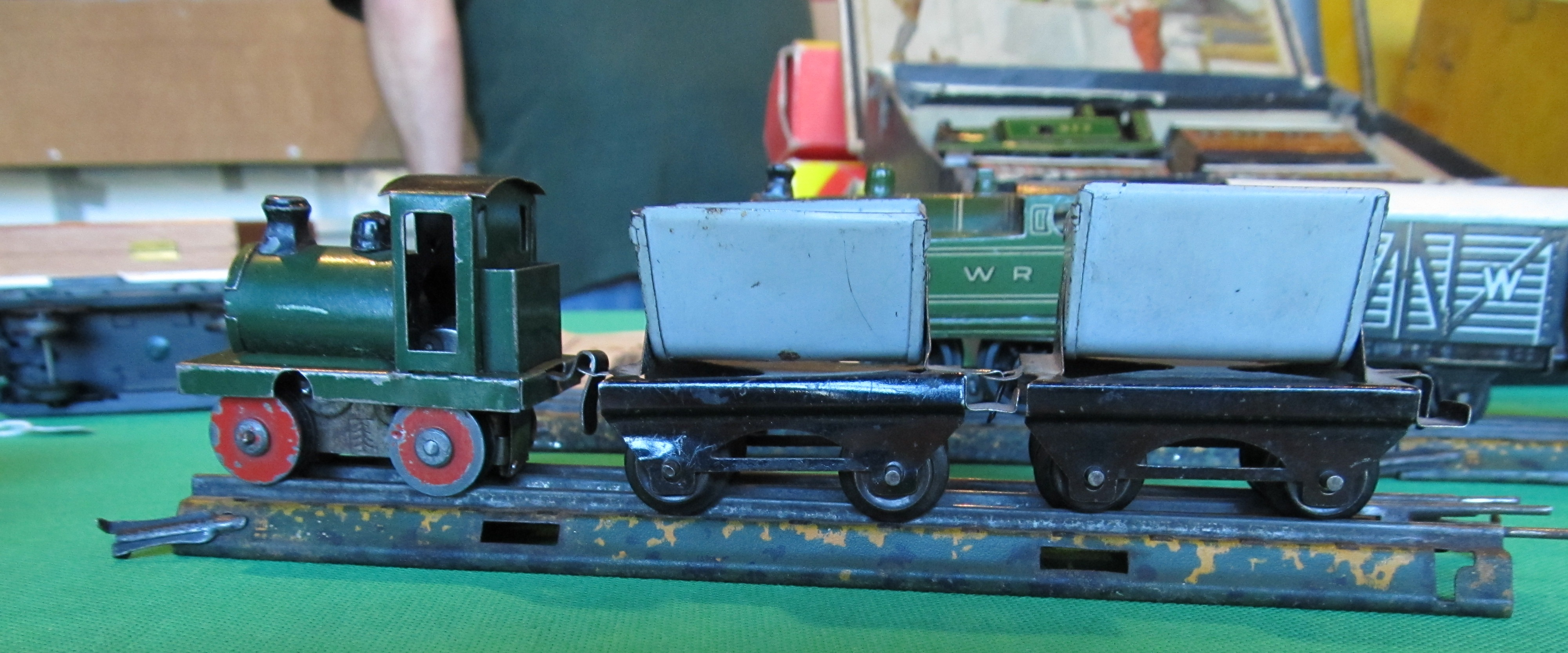
Bub Reichsarbeitsdienstzug, 1937

1932 übernahm Bub Werkzeuge, Produktionseinrichtungen und vorgefertigte Spielzeugprodukte des in Konkurs gegangenen ehemals marktführenden Konkurrenten Bing. Nach neueren Erkenntnissen (siehe Vortrag von Manfred Dietz auf dem Tinplateforum 2005) wurden die Bing-Werkzeuge aber erst ab 1935 und nur zum Teil durch Bub weiterverwendet, andere Teile der Werkzeuge hat Bub an J. Kraus oder andere Firmen weiterverkauft.
Ab 1937 wurde ein Schlepperzug des Reichsarbeitsdienstes hergestellt, der an die zahlreichen Erdbaustellen in dieser Zeit erinnert. Sehr selten ist das Bub-Modell eines Schnelltriebwagens für die Tischbahn Spur 00, das im Katalog 1937 angekündigt war, aber offenbar nur in sehr geringer Auflage verkauft wurde.

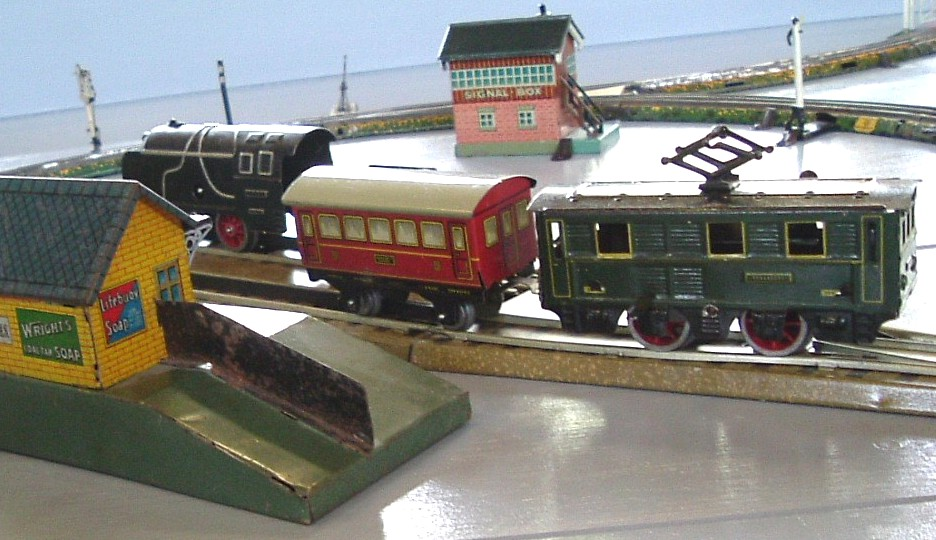
Produkte von Bing und Karl Bub aus den Jahren 1922–1939. In der Bildmitte die Ausweichbahn von Karl Bub. 2006

Während des Zweiten Weltkriegs wurde die Bub'sche Fabrik in Nürnberg völlig zerstört.
Nach Kriegsende wurde das Werk komplett neu errichtet. Das Unternehmen unter dem damaligen Inhaber Heinz Huck versuchte an frühere Erfolge anzuknüpfen, indem es ab 1948 ein Sortiment elektrischer Eisenbahnen der wenig verbreiteten Nenngröße S auf den Markt brachte. Als Spitzenmodell des Sortimentes wurde eine große Dampflokomotive der BR 05 in der Nachkriegsausführung ohne Stromlinienverkleidung herausgebracht. Die Nachfrage auf dem westdeutschen Markt blieb jedoch für dieses Nischenprodukt weit hinter den Erwartungen zurück, das Unternehmen musste große finanzielle Verluste hinnehmen. Das ambitionierte Spur-S-Programm wurde 1958 vollständig eingestellt.
Bub führte die Produktion anspruchsloser, billiger Blech-Spielzeugeisenbahnen der Spur 0 weiter und stellte später in der Spur H0 sogenannte „Kaufhausbahnen“ her. Sowohl die Eisenbahnen als auch die kleine Palette anderer Spielwaren waren jedoch zu unattraktiv und fanden kaum noch Abnehmer, so dass die Produktion 1966 eingestellt und das Unternehmen aufgelöst wurde.

## Neue Verwendung der Marke

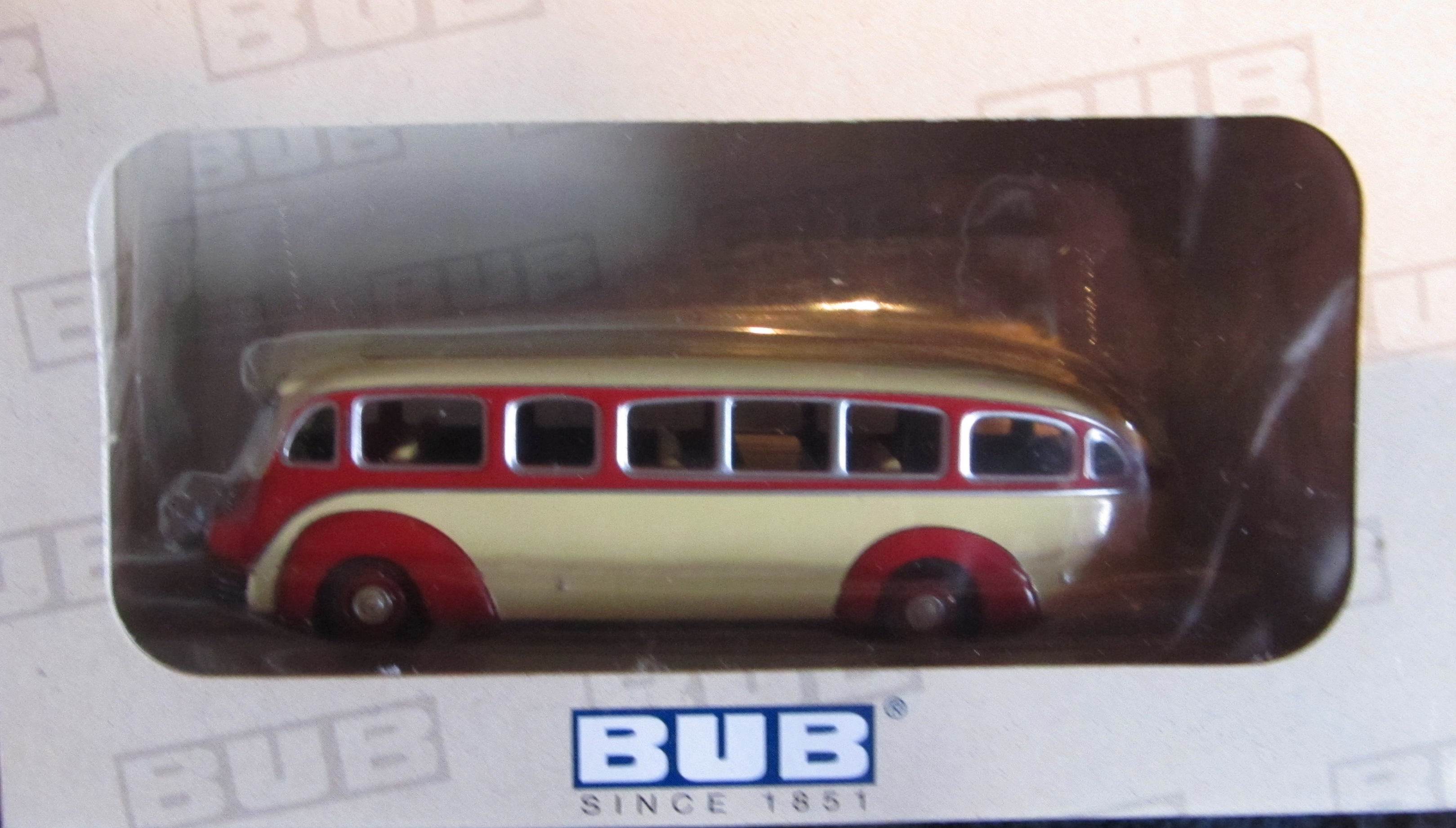
Mercedes-Benz Bus, BUB Edition 2009, 1:87

2002 wurde die Marke Bub unter neuen Besitzern wiederbelebt und dient seitdem als Marke für Modellautos im Maßstab 1:87 und 1:43.